# Teatro Sauto
El Teatro Sauto abrió en 1863 en la ciudad de Matanzas, Cuba, y desde entonces, ha sido un orgulloso símbolo de la ciudad. El teatro presenta en su interior forma de Uy consta de 775 asientos, estando cubierto casi por entero con paneles de madera. Posee tres balcones, y su primer piso puede elevarse para convertir al auditorium en un salón de baile. La cortina original del teatro es una pintura del Puente de la Concordia que pasa sobre el Río Yumurí. El lobby está adornado por estatuas de Mármol de Carrara de diosas griegas y el techo del salón principal está adornado con pinturas de las musas. 

## Historia

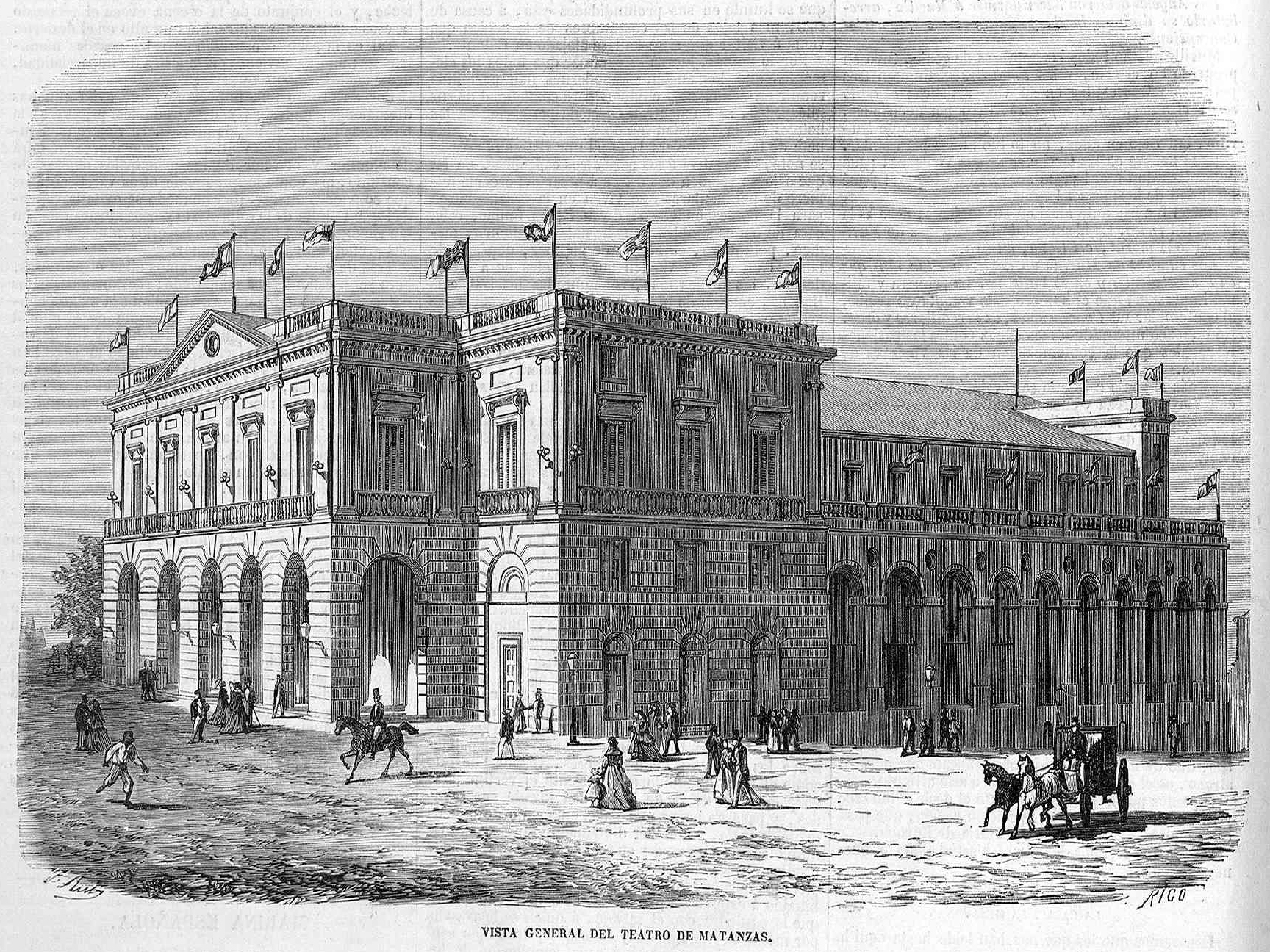
Teatro Sauto en 1866, El Museo Universal

Cuando abrió sus puertas por primera vez en 1863, se llamaba Teatro Esteban, en honor del gobernador civil de Matanzas de ese momento, Pedro Esteban y Arranz. Sin embargo, pronto adoptó el apellido de Ambrosio de la Concepción Sauto, un patrón de las artes que contribuyó mucho a su construcción y esplendor. 
Debido a la proximidad de Matanzas a La Habana, el acervo cultural del pueblo matancero, y la solvencia de sus más ricos vecinos, el Sauto era visitado regularmente por los grandes artistas e intérpretes que pasaban por La Habana. 
El Sauto ha atraído a artistas famosos de talla mundial, como la actriz francesa Sarah Bernhardt (interpretando a Camille en 1887), la bailarina Rusa Anna Pávlova en 1945, el compositor cubano José White, el cantante de ópera italiano Enrico Caruso, y el guitarrista español Andrés Segovia.

## En la actualidad
Además de ser una subsede para importantes eventos internacionales cuya sede principal se encuentra en la capital, tales como el Festival Internacional de Ballet y el Mayo Teatral, el Sauto presenta distintas programaciones cinco días a la semana. 
Considerado el más elegante y funcional de los teatros decimonónicos cubanos, ha devenido un símbolo de la ciudad, a tal punto que el gran muralista mexicano Diego Rivera dijo una vez: "Reconozco a Matanzas por el Sauto." El teatro fue declarado Monumento Nacional en 1978.
El teatro estuvo cerrado por reparaciones entre 2010 y 2018 y hace parte del conjunto histórico de la Plaza de Vigía, junto con el Palacio de Junco del Museo Provincial y del edificio La Vigía del Consejo Provincial de las Artes visuales con su Museo y Galería Pedro Esquerré.